# Čankar
Čánkar ali spôlna razjéda je razjeda, značilna za nekatere spolno prenosljive bolezni:
- mehki čankar ali mehka spolna razjeda je mehka razjeda na spolovilu, ki jo povzroči bakterija Haemophilus ducreyi,
- mešani čankar ali mešana spolna razjeda je razjeda pri hkratni okužbi s sifilisom in mehkim čankarjem,
- trdi čankar  ali trda spolna razjeda je razjeda, ki nastane na spolovilu v prvem stadiju sifilisa.

## Etimologija
Beseda čankar izhaja iz starofrancoske besede chancre (francoska izgovorjava: [ʃɑ̃kʁ]), ki pomeni »majhna razjeda«, ta pa iz latinske cancer – »rak«.